# Донвиль-ле-Бен
Донвиль-ле-Бен (фр. Donville-les-Bains) — коммуна на северо-западе Франции, находится в регионе Нормандия, департамент Манш, округ Авранш, кантон Гранвиль. Расположена в 51 км к юго-западу от Сен-Ло, на побережье Ла-Манша.
Население (2018) — 3 138 человек. 

## История
В дохристианские времена на территории Донвиля обитали кельтские племена. В середине IX века в этих местах жил отшельником Святой Клер, перебравшийся из Англии. В 1022 году нормандский герцог Ричард II передал земли баронов де Сен-Пер, в том числе и Донвиль, монахам аббатства Мон-Сен-Мишель. 
В 1832 году предприниматель Луи Диор открыл на территории в десять гектаров, в том числе частично в Донвиле, завод по производству минеральных удобрений. В 1929 году, в разгар экономического кризиса, семья Диор продала завод; он несколько раз менял владельцев, и в 1988 году стал частью компании GPN. В 2007 году завод был закрыт.
С 1962 года Донвиль-ле-Бен имеет статус морского курорта, для чего на побережье были построены соответствующие объекты инфраструктуры.

## Достопримечательности
- Церковь Сен-Клер XII века с рядом стоящим фонтаном
- Pierre Aiguë («Острый камень»), менгир, находящийся по дороге в коммуну Лонгвиль

## Экономика
Структура занятости населения:
- сельское хозяйство — 0,8 %
- промышленность — 8,9 %
- строительство — 6,6 %
- торговля, транспорт и сфера услуг — 53,3 %
- государственные и муниципальные службы — 30,4 %

Уровень безработицы (2018) — 11,9 % (Франция в целом —  13,4 %, департамент Манш — 10,4 %). 

Среднегодовой доход на 1 человека, евро (2018) — 22 560 (Франция в целом — 21 730, департамент Манш — 20 980).

## Демография
Динамика численности населения, чел.

## Администрация
Пост мэра Донвиль-ле-Бена с 2020 года занимает Гаэль Фаньен (Gaëlle Fagnen). На муниципальных выборах 2020 года возглавляемый им список победил в 1-м туре, получив 74,31 % голосов.
| Период | Период | Фамилия            | Партия               | Примечания                       |
| ------ | ------ | ------------------ | -------------------- | -------------------------------- |
| 1986   | 1989   | Робер Пишон        |                      | налоговый инспектор              |
| 1989   | 1995   | Мишель Лекосте     | Гражданское движение | преподаватель французского языка |
| 1995   | 1997   | Доминик Дюран      |                      |                                  |
| 1997   | 2008   | Жан-Мишель Лежандр |                      | архитектор                       |
| 2008   | 2020   | Жан-Поль Лоне      | Разные правые        | государственный служащий         |
| 2020   |        | Гаэль Фаньен       |                      |                                  |